# 光之美少女 All Stars 春之嘉年華♪
《電影 光之美少女 All Stars 春之嘉年華♪》於2015年3月14日在日本上映。本作是第七次結集光之美少女系列成員的作品。

## 故事簡介
於主宰歌唱與舞蹈的國家——諧神國之內，光之美少女全明星登場的春之嘉年華正式開幕。對於一眾前輩的歌曲感到極度振奮的春野遙，亦已經準備踏上舞台，可是期間發生妖精們失蹤的大危機，其中以主持人奧特倫和烏達雁最為可疑。又突然之間，以龍的形態出現的諧神國守護神，帶著憤怒暴力地衝擊會場。為了整個國家的和平和讓嘉年華重回正軌，40名光之美少女歌頌和舞出希望，誓要帶動新的奇蹟誕生。

## 登場人物
以下只記載有參與劇情台詞演繹的成員。

### GO! 光之美少女公主
春野遙／花神天使（Cure Flora）
配音：嶋村侑（日本）
海藤南／人魚天使（Cure Mermaid）
配音：淺野真澄（日本）
天之川綺羅／閃亮天使（Cure Twinkle）
配音：山村響（日本）
泡芙（Puff）
配音：東山奈央（日本）
阿羅瑪（Aroma）
配音：古城門志帆（日本）
- 必殺技

光之美少女 雙重拳擊（Precure Double Punch）
由可愛天使與花神天使一起使出拳擊，把牆壁打碎。

### 填充幸福 光之美少女！
愛乃惠／可愛天使（Cure Lovely）
配音：中島愛（日本）
白雪姬／公主天使（Cure Princess）
配音：潘惠美（日本）
大森悠子／蜂蜜天使（Cure Honey）
配音：北川里奈（日本）
冰川伊緒奈／命運天使（Cure Fortune）
配音：戶松遙（日本）
絲帶（Ribbon）
配音：松井菜櫻子（日本）
墨鏡（Glassan）
配音：小堀幸（日本）
- 必殺技

光之美少女 雙重拳擊（Precure Double Punch）
由花神天使與可愛天使一起使出拳擊，把牆壁打碎。

### DokiDoki! 光之美少女
相田愛／愛心天使（Cure Heart）
配音：生天目仁美（日本）
菱川六花／鑽石天使（Cure Diamond）
配音：壽美菜子（日本）

### Smile 光之美少女！
星空幸／快樂天使（Cure Happy）
配音：福圓美里（日本）
日野茜／晴朗天使（Cure Sunny）
配音：田野麻美（日本）

### 光之美少女：美樂天使
北條響／旋律天使（Cure Melody）
配音：小清水亞美（日本）

### 光之美少女：甜蜜天使！
花咲蕾／花蕾天使（Cure Blossom）
配音：水樹奈奈（日本）
來海繪理香／海洋天使（Cure Marine）
配音：水澤史繪（日本）

### 光之美少女：幸福精靈Fresh!
桃園愛／桃天使／愛情精靈（Cure Peach）
配音：沖佳苗（日本）

### Yes! 光之美少女5／Yes! 光之美少女5 GoGo!
夢原望美／夢天使（Cure Dream）
配音：三瓶由布子（日本）

### 光之美少女 Splash Star
日向咲／花天使（Cure Bloom）
配音：樹元織江（日本）

### 光之美少女／光之美少女Max Heart
美墨渚／黑天使（Cure Black）
配音：本名陽子（日本）
雪城穗乃香／雪天使（Cure White）
配音：野上尤加奈（日本）
美波（Mepple）
配音：關智一（日本）
- 全體必殺技

光之美少女 彩虹龍捲風（Precure Rainbow Tornado）
花神天使、人魚天使與閃亮天使將「All Stars裝扮鎖匙」插入「公主香水」中，解放力量并往身上噴灑後轉換為「春之優雅模式（Mode Elegant Primavera）」，再集合3人與其他37位光之美少女的力量之後，從雙手釋放出一道巨大的白色玫瑰狀彩虹光束淨化敵人，讓龍恢復意識。
注：Primavera为意大利語「春天」之意。

### 敵人
奧特倫（Odoren）
配音：中田敦彥（日本）
本作主要反派，春之嘉年華的主持人，主要打扮成身著黑色西裝外加黑色斗篷，手持拐杖并頭戴帶有羽毛裝飾的紫色禮帽的年輕紳士形象，手持的拐杖其實是一把鋒利的短劍，真實身份是一名在諧神國進行盜竊活動的大盜賊，在看到光之美少女一行人應邀前來參加春之嘉年華之後心生歹意，與烏達雁合謀企圖盜取她們的變身道具并妄圖困住她們，但後來在小遙等3人的努力下陰謀被徹底粉碎。
名字源自「舞蹈」（踊り）。
烏達雁（Utaen）
配音：藤森慎吾（日本）
本作第二反派，春之嘉年華的主持人，主要打扮成身著棕色西裝，頭戴灰色貝雷帽的肥胖男子形象，有一條狸貓尾巴，真實身份是奧特倫的搭檔兼爪牙，尊稱前者為「大哥」，趁眾人不備之機盜取了光之美少女們的變身道具。
名字源自「歌唱」（うた）。
上述兩人在故事最後改邪歸正成為了清潔工。

### 本作登場
龍
諧神國的守護神，因為春之嘉年華被兩個盜賊破壞一事而極為震怒，狂怒之下想毀滅整個諧神國。但後來在被全體光之美少女使出必殺技「光之美少女 彩虹龍捲風」淨化之後平息了憤怒恢復正常。
國王
配音：大川透（日本）
諧神國的國王，不幸被奧特倫與烏達雁一夥囚禁在了地下室當中。
王妃
配音：冰上恭子（日本）
諧神國的王妃，與丈夫一起被奧特倫與烏達雁一夥囚禁。
春菜、亞佑美、小櫻
配音：飯窪春菜、石田亞佑美、小田櫻（日本）
三位觀看光之美少女演出的諧神國精靈。

## 登場歌曲

### 主題曲

作詞：青木久美子，作曲：高取秀明，編曲：大久保薰，主唱：早安少女組。'15
於片尾播出。製作單位特別邀請12歲以下小朋友參與東京、福岡、大阪、札幌及名古屋舉行的招募大會，成為與主唱者共演結尾片段的一分子。

### 插曲

作詞：高野辰之，作曲：岡野貞一，主唱：春野遙（嶋村侑）

作詞：青木久美子，作曲：高取秀明，編曲：籠島裕昌，主唱：
「You make me happy!」
作詞：六見純代，作曲：marhy，編曲：龜山耕一郎，主唱：林桃子
本曲為《光之美少女：幸福精靈Fresh!》前期片尾曲。

作詞：實之里，作曲：高取秀明，編曲：齋藤悠彌，主唱：吉田仁美
本曲為《Smile 光之美少女！》前期片尾曲。

作詞 ：只野菜摘，作曲：間瀨公司，編曲 ：家原正樹，主唱：工藤真由 with 光之美少女5
本曲為《Yes! 光之美少女5 Go Go!》片頭曲。

作詞：六見純代，作曲：高取秀明，編曲：籠島裕昌，主唱：池田彩
本曲為《光之美少女：甜蜜天使！》片頭曲。
「(Ver. Max Heart)」
作詞：青木久美子，作曲：小杉保夫，編曲：佐藤直紀，主唱：五條真由美
本曲為《光之美少女 Max Heart》片頭曲。

作詞：井上美緒，作曲：高取秀明，編曲：籠島裕昌，主唱：奧特倫（中田敦彦）、烏達雁（藤森慎吾）

作詞：利根川貴之，作曲：Dr.Usui，編曲：Dr.Usui&Wicky.Recordings，主唱：吉田仁美
本曲為《DokiDoki! 光之美少女》後期片尾曲。

作詞：藤林聖子，作曲：清岡千穗，主唱：相田愛（生天目仁美）
本曲為《DokiDoki! 光之美少女》片頭曲。

作詞：青木久美子，作曲：小杉保夫，編曲：家原正樹，主唱： with Splash Stars
本曲為《光之美少女Splash Star》片頭曲。
「 」
作詞：六見純代，作曲：高取秀明，編曲：籠島裕昌，主唱：池田彩
本曲為《光之美少女：美樂天使》前期片尾曲。

作詞：只野菜摘，作曲：，編曲：古川貴浩，主唱：吉田仁美
本曲為《填充幸福 光之美少女！》後期片尾曲。

作詞：青木久美子，作曲：高取秀明，編曲：籠島裕昌，主唱：光之美少女 All Stars（嶋村侑、淺野真澄、山村響、中島愛、潘惠美、北川里奈、戶松遙）

作詞：，作曲：山本清香，編曲：多田彰文，主唱：北川理惠
本曲為《GO! 光之美少女公主》前期片尾曲。

## 製作人員
- 監督：志水淳兒
- 劇本：井上美緒
- 音樂：高梨康治
- 原作編舞：前田健、MIKIKO
- 編舞：真島茂樹
- 原作角色設計：稻上晃、香川久、馬越嘉彥、川村敏江、高橋晃、佐藤雅將、中谷友紀子
- 角色設計、作畫監督：青山充
- 美術監督：西田渚
- CG監督：加藤康弘
- 色彩設計：澤田豐二
- 攝影監督：高橋賢司
- 製作擔當：太田有紀
- 動畫製作：東映動畫
- 製作：電影光之美少女All Stars SC製作委員會（東映動畫、東映、Bandai、旭通廣告、朝日放送、Marvelous、木下工務店）
- 發行：東映[1]

## 外部連結
- （日語）光之美少女 All Stars 春之嘉年華♪ 官方網站（页面存档备份，存于）